# Ngũ tộc Ngũ Cộng hòa ca
Ngũ tộc Ngũ Cộng hòa ca (tiếng Trung: 五族共和歌; bính âm: Wǔzú gònghé gē, Bài ca Năm dân tộc hòa chung) là bài quốc ca lâm thời đầu tiên của chính thể Trung Hoa Dân quốc. Bài hát được sáng tác vào năm năm 1912 và được Chính phủ lâm thời Trung Hoa Dân quốc ở Nam Kinh dùng làm quốc ca lâm thời cho đến khi được thay thế bởi bài Khanh vân ca vào năm 1913.

## Lịch sử
Sau khi thành lập chính phủ lâm thời ở Nam Kinh, Bộ Giáo dục dưới quyền Thái Nguyên Bồi yêu cầu công chúng có thể ca hát (cũng như quốc huy) và "Ngũ tộc Ngũ Cộng hòa ca", với lời bài hát của Thẩm Ân Phu (沈恩孚) và phần nhạc của Thẩm Bành Niên (沈彭年), được phát hành như một bản nháp trên báo.

## Lời bài hát
| Lời Phồn thể     | Lời Giản thể     | Bính âm Hán ngữ               | Dịch sang tiếng Việt                          |
| ---------------- | ---------------- | ----------------------------- | --------------------------------------------- |
| 亞東開化中華早， | 亚东开化中华早， | Yà dōng kāihuà zhōnghuá zǎo， | Trung Quốc, nền văn minh sớm nhất của Đông Á, |
| 揖美追歐，       | 揖美追欧，       | yī měi zhuī ōu,               | Chiêm ngưỡng Hoa Kỳ và theo đuổi châu Âu      |
| 舊邦新造。       | 旧邦新造。       | jiù bāng xīnzào.              | Quốc gia cũ đang được xây dựng mới.           |
| 飄揚五色旗，     | 飘扬五色旗，     | Piāoyáng wǔsè qí,             | Lá cờ 5 màu trên cao,                         |
| 民國榮光         | 民国荣光         | mínguó róngguāng,             | Vinh quang của nước cộng hòa                  |
| 錦繡河山普照。   | 锦绣河山普照。   | jǐnxiù héshān pǔzhào.         | tỏa sáng trên sông và núi.                    |
| 吾同胞，         | 吾同胞，         | Wú tóngbāo,                   | Đồng bào của ta,                              |
| 鼓舞文明，       | 鼓舞文明，       | gǔwǔ wénmíng,                 | chúng ta hãy hát cho nền văn minh,            |
| 世界和平永保。   | 世界和平永保。   | shìjiè hépíng yǒngbǎo.        | hòa bình toàn cầu sẽ được bảo vệ vĩnh viễn.   |